# Malika Doray
Pour les articles homonymes, voir Doray.
Malika Doray, née en 1974, est une autrice et illustratrice de livres pour enfants. 

## Biographie
Malika Doray est née en 1974. Après un DEUG d'histoire et d'ethnologie, elle suit des études d'architecture d'intérieur et d'art appliqué à l'École nationale supérieure des arts appliqués et des métiers d'art (ENSAAMA), puis obtient une maîtrise d'histoire contemporaine, tout en travaillant dans une structure associative destinée aux tout-petits. Son premier album Et après est publié en France en 2002. En une quinzaine d'années, elle devient autrice-illustratrice d'une soixantaine d'albums publiés majoritairement chez les éditeurs L'École des loisirs, MeMo et Didier Jeunesse. 
Elle est influencée par des auteurs comme Bruno Munari ou Katsumi Komagata. Ses livres s'adressent aux tout-petits. Son dessin épuré et rond met en scène des animaux. Elle aborde des sujets profonds comme la mort, la tristesse ou le rapport à l'altérité, avec poésie et douceur,,. Certains de ses albums prennent des formes ludiques et originales, comme des livres-accordéons. Elle va souvent à la rencontre de ses jeunes lecteurs, dans des bibliothèques ou écoles,.
Plusieurs de ses ouvrages font partie de la « Bibliothèque idéale » du Centre national de la littérature pour la jeunesse (BnF) en 2024, dont son premier album, Et après..., de 2002, ou le plus récent Le Déménagement, publié en 2017.

## Œuvres
Lite non exhaustive
- Et après..., Didier Jeunesse, février 2002
- Dans le ventre des dames, Didier Jeunesse, mars 2003
- Le petit homme et la mer, MeMo, 2005
- Lapin mon lapin, MeMo, novembre 2006
- Si je te tape, L'École des loisirs, octobre 2006
- Il faut savoir dire non, L'École des loisirs, octobre 2006
- Gare aux lapins, Didier Jeunesse, septembre 2006
- Je t'aime tous les jours, Didier Jeunesse, avril 2006
- Mon petit rat, Loulou et Cie-l'École des loisirs, 2006
- Sous un pyjama, Loulou et Cie-l'École des loisirs, 2006
- Dans les bois du grand cerf, Didier Jeunesse, mars 2007
- Dans le ventre du poisson, Éd. Autrement, 2007
- Et moi dans tout ça ? , MeMo, 2007
- Ce livre-là, MeMo, 2007
- Non, MeMo, octobre 2008
- Si un jour, L'École des loisirs, septembre 2008
- Aujourd'hui je t'aime, Loulou et Cie - l'École des loisirs, 2008
- Un bisou pour, Loulou et Cie-l'École des loisirs, 2008
- Les livres à lire sans fin, MeMo, octobre 2009
- Pour dormir, Autrement Jeunesse, mai 2009
- Joé le lapin rêvé : 5 histoires de Joé, l'École des loisirs, 2009
- Près du grand érable : 5 petits livres de sous-bois, Loulou & Cie-l'École des loisirs, 2009
- 3 petits livres spectacles, L'École des loisirs, novembre 2010
- Coucou chat, Loulou et Cie-l'École des loisirs, 2010
- La bagarre, L'École des loisirs, 2010
- Tigre, ce petit tigre, MeMo, novembre 2010
- Un ballon pour..., L'École des loisirs, mars 2010
- Le grand cirque ! , L'École des loisirs, 2010
- Comme des bolides... , L'École des loisirs, 2010
- Chez les ours, L'École des loisirs, avril 2011
- Quand ils ont su[7], Loulou et Cie-l'École des loisirs, 2011
- 3 petits livres marionnettes, Loulou & Cie-l'École des loisirs, 2011
- Mon chagrin, MeMo, juin 2012
- Ton cauchemar, MeMo, juin 2012
- Le mariage, L'École des loisirs, 2012
- Nous, ce qu'on préfère, Loulou et Cie-l'École des loisirs, 2012
- Chez un père crocodile, MeMo, juin 2012
- Un manteau de pluie pour la fourmi, Loulou et Cie-l'École des loisirs, 2013
- 4 petits livres de saisons, Loulou & Cie-l'École des loisirs, 2013
- Le grand livre de tout : même de petits pois ; Le grand livre du reste : même de frites !, Loulou et Cie-l'École des loisirs, 2013
- Y'a plus de place !, L'École des loisirs, février 2014
- Génial il pleut !, L'École des loisirs, 2014
- A ba ba, avec Annelore Parot, MeMo, 2014
- Un câlin, MeMo, février 2014
- Quand les grands se fâchent, MeMo, février 2014
- Dans ce monde, MeMo, 2015
- Elle, Loulou et Cie-l'École des loisirs, 2015
- Lui , Loulou et Cie-l'École des loisirs, 2015
- La vie est une berceuse, MeMo, 2015
- Pas de bain pour les lapins, avec Annelore Parot, Milan, 2015
- Une nuit chez les pirates, Loulou et Cie-l'École des loisirs, 2015
- Si les parents lapins dormaient avec leurs enfants..., MeMo, janvier 2015
- Tout en haut du toboggan, Loulou et Cie-l'École des loisirs, 2016
- Le gâteau des souriceaux, Loulou & Cie-l'École des loisirs, 2016
- Quand un enfant s'endort (avec Annelore Parot, illustratrice), Seuil Jeunesse, août 2016
- Le livre-puzzle de la poule, et du renard !, Albin Michel jeunesse, 2016
- Il était trois petites souris, L'École des loisirs, septembre 2017
- Bateaux sur l'eau, L'École des loisirs, mai 2017
- Le déménagement : trois histoires de changements, éditions MeMo, mars 2017
- Le grand voyage des trois petites souris, L'École des loisirs,  novembre 2018
- Le bol de lait : quatre leçons pour démarrer la journée, MeMo, 2018
- Et hop ! , Loulou & Cie-l'École des loisirs, 2019
- La fête d'anniversaire, Éditions MeMo, 2019
- En voiture !, L'Ecole des loisirs, 2022
- Au bout du monde !, L'école des loisirs, 2022
- Ma mère est une panthère, éditions MeMo, 2023
- Pyjama party, L'école des loisirs, 2024

## Prix et distinctions
Plusieurs de ses ouvrages font partie de la « Bibliothèque idéale » du Centre national de la littérature pour la jeunesse (BnF) en 2024, dont :
- Et après (2002)
- Je t'aime tous les jours (2006)
- Quand ils ont su (2011)
- Le déménagement (2017)

## Adaptation de son œuvre au théâtre
- Lapin[11], mise en scène Thomas Gornet ; pièce d'après l'œuvre de Malika Doray ; scénographie, costumes et lumières Frédéric Rebuffat ; coproduction Compagnie du Dagor, Scène nationale d'Aubusson, la Fabrique de Guéret... et al. ; avec Mitsou Doudeau et Laetitia Vitteau ; Aubusson (France), Théâtre Jean Lurçat (Gérard Bono), 2011

## Documentation

### Conférence
Conférence enregistrée
- « Malika Doray : conférence du 17 octobre 2013 », intervieweuse Anne-Laure Cognet, collection Les visiteurs du soir, Conférences de la Bibliothèque nationale de France, 2013 ; 1 fichier son numérique (1 h 53 min 48 s)